# Graziolo Accarisi
Graziolo Accarisi (Tossignano, 1380 – Bologna, 1470) è stato un giurista e politico italiano.

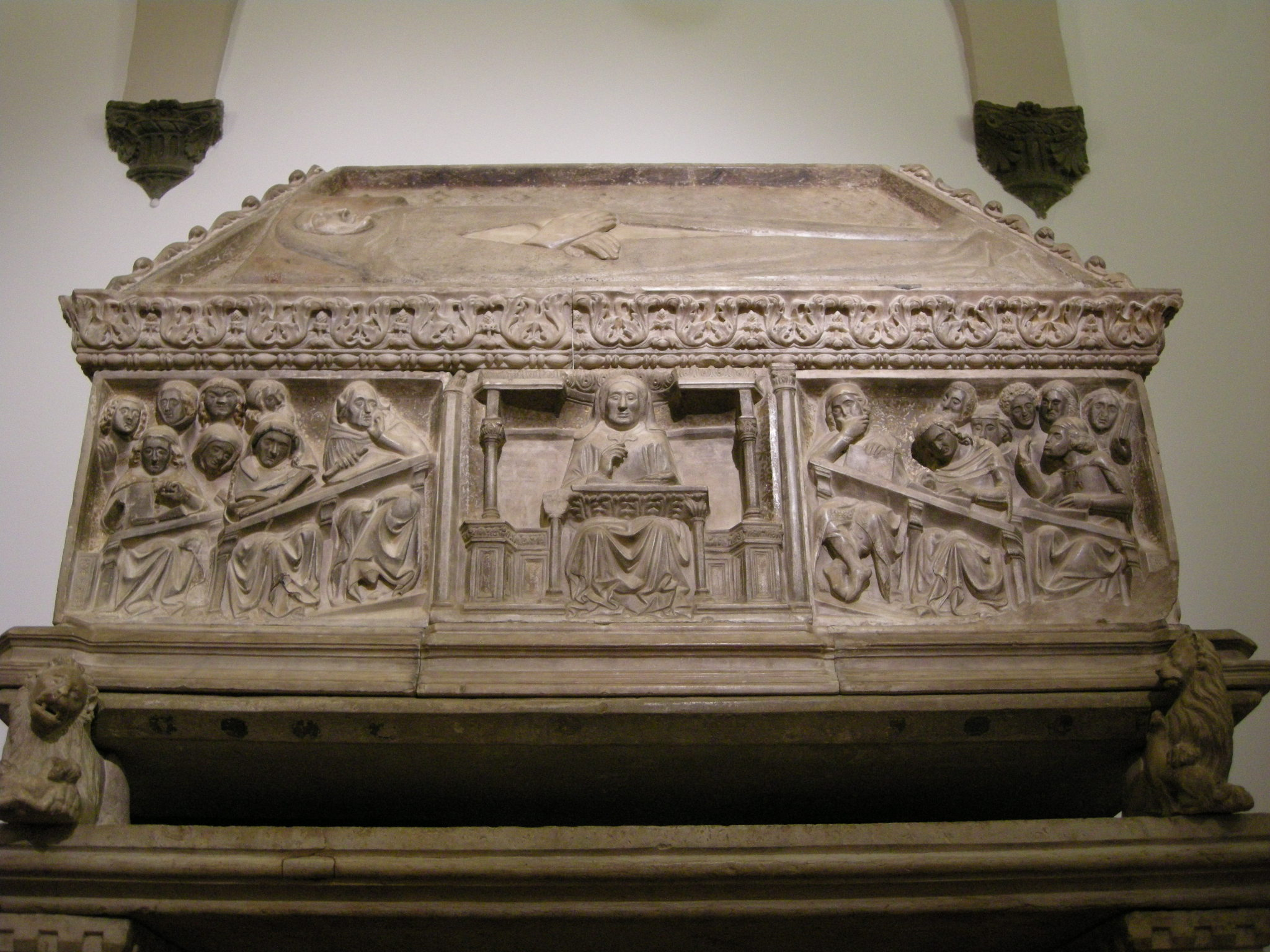
Lezione allo Studium bolognese, scolpita sull'arca funebre del giurista trecentesco Giovanni d'Andrea.

La sua figura è legata in particolare alla vicenda della cosiddetta Madonna di San Luca a Bologna.

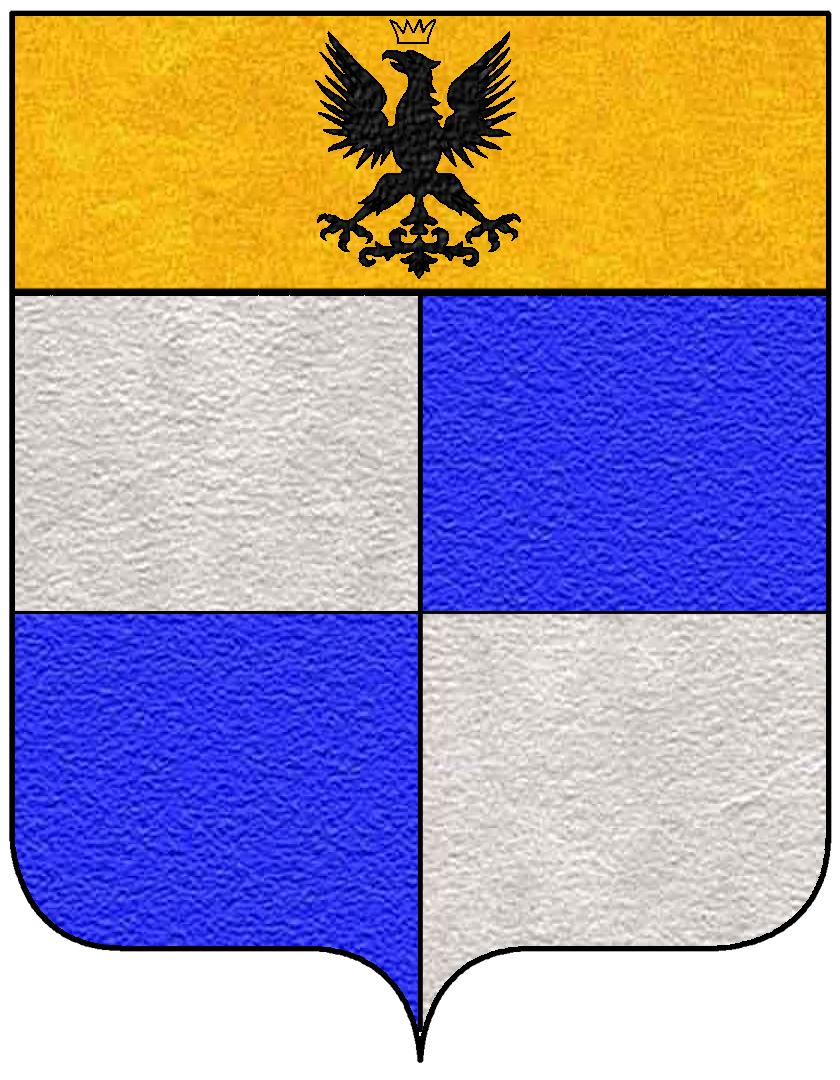
Stemma Accarisi

## Da Tossignano a Bologna
Discendente del ramo felsineo dell'antica e nobile casata degli Accarisi di Faenza, nota per i sentimenti ghibellini, Graziolo (o Graciolo) Accarisi (o de Accarisiis, de Acharixiis, Acarizi, Accarigi) nacque a Tossignano, piccolo borgo sulle pendici dell'Appennino imolese, una sessantina di chilometri a sud-est di Bologna, dove la sua famiglia si era ritirata quando i rivali Geremei avevano preso il controllo della città. Graziolo comunque rientrò nella "dotta" Bologna per frequentarne lo Studium, dove il 28 maggio 1403 fu addottorato in utroque iure dall'illustre giurista Bartolomeo da Saliceto e dove poi insegnò diritto ("lettore legista") dal 1406 fino al 1469.
Il 14 dicembre 1414 l'antipapa Giovanni XXIII lo nominò avvocato concistoriale, certamente per le sue ottime capacità giuridiche ma anche con intenti "politici". Di fatto, posteriormente a tale data, Graziolo «cominciò ad essere impiegato nelle cose del governo della città». Fu tra l'altro ambasciatore nel 1420 presso papa Martino V al fine di sollecitarne l'intervento per sedare la lotta fra Anton Galeazzo Bentivoglio e Matteo Canetoli per la signoria di Bologna, da cui era derivato l'interdetto pontificio contro la città; e nel 1424 fu nominato vicario a Castelfranco Emilia per assicurarne la difesa contro gli attacchi del duca di Milano Filippo Maria Visconti.

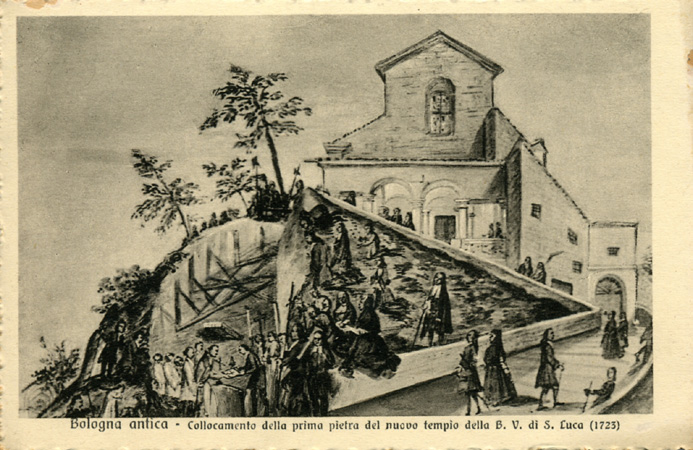
Il quattrocentesco santuario della Guardia a Bologna in un'incisione del 1723 (prima della costruzione della nuova chiesa).

## LaMadonna di San Luca
Nel 1433 si ha testimonianza della sua presenza nel Consiglio degli Anziani di Bologna. Nel giugno di quell'anno, infatti, citando l'esempio di quanto facevano i fiorentini con l'immagine della Madonna dell'Impruneta attribuita a san Luca, suggerì al Consiglio di portare in processione per tre giorni lungo le strade cittadine l'immagine della Madonna (pure attribuita a san Luca) venerata nel vicino Santuario della Guardia, impetrandone l'intervento perché fermasse le piogge che ininterrottamente e violentemente da aprile imperversavano sulla città, mettendo a rischio i raccolti e creando grave carestia per la popolazione. Gli Anziani approvarono la proposta e incaricarono lo stesso Accarisi di occuparsene; questi chiese alla Compagnia dei Battuti dell'ospedale di Santa Maria della Morte di provvedere al trasporto dell'immagine sacra, che venne organizzato per domenica 5 luglio. Quando l'icona fece il suo solenne ingresso in città il cielo si rasserenò e la pioggia cessò.

## L'Historicus contextus
Fu lo stesso Accarisi a lasciar traccia di questo episodio in un suo resoconto, l'Historicus contextus, stilato intorno al 1459 e il cui manoscritto è tutt'oggi conservato presso l'Archivio di Stato di Bologna (Codici miniati, cod. 46 bis). Come dice il titolo completo dell'opera, Historicus contextus trium Bononiae civitatis gloriarum. Hoc est templi D. Mariae Virginis de Monte divinitus constructi, Imaginis eiusdem Deiparae quam D. pinxit Lucas miraculose acquisitae, Vexillique aureae flammae dono regio recepti, Graziolo Accarisi vi descrive "tre glorie della città di Bologna", ed esattamente il santuario della Madonna della Guardia, l'immagine della Madonna di San Luca che vi è custodita e l'Orifiamma donato nel 1389 da Carlo VI di Francia alla città posta sotto la sua protezione. Il testo venne pubblicato solo nel 1665 dallo stampatore bolognese Giovanni Battista Ferroni a cura dei nipoti in sesto grado dell'autore, Arnaldo e Goffredo Accarisi. Una seconda edizione, curata dal solo Goffredo Accarisi e stampata sempre a Bologna ma da Giuseppe Longhi, apparve nel 1678. In italiano è invece l'opuscolo Leggenda della Madonna di San Luca che si venera sul Monte della Guardia presso Bologna, traduzione parziale del testo di Graziolo (Bologna, Sigonio, 1877).

## Il sepolcro
Dopo la morte, Graziolo Accarisi fu sepolto nella chiesa di San Michele dei Leprosetti. La sua lapide funeraria, oggi conservata presso il Museo civico di Bologna, è costituita da una lastra tombale in marmo rosa con figura intera distesa: la testa riposa su un cuscino, gli occhi sono chiusi e le mani poggiano su due libri in uno stilema iconografico ricorrente in numerose tombe di giuristi e docenti di diritto (i due libri potrebbero riferirsi alla sua
laurea in diritto civile e in diritto canonico). L'epigrafe che corre lungo la cornice recita: "Sepolcro del signor Graziolo di Giacomo detto Zacca, degli Accarisi, dottore in legge, avvocato concistoriale, nel quale giace il signor Baldassarre suo figlio, licenziato in diritto canonico morto nell'anno del signore 1434." La data è pertanto riferita alla morte del figlio, a lui premorto, mentre Graziolo era ancora segnalato in vita fino al 1470.